# Epiactis thompsoni
Epiactis thompsoni är en havsanemonart som först beskrevs av Coughtrey 1875.  Epiactis thompsoni ingår i släktet Epiactis och familjen Actiniidae. Inga underarter finns listade i Catalogue of Life.